# Leichtathletik-Weltmeisterschaften 2013/Teilnehmer (Kroatien)
| Gelbes Symbol für Goldmedaillen mit stilisierten Olympischen Ringen | Graues Symbol für Silbermedaillen mit stilisierten Olympischen Ringen | Braundes Symbol für Bronzemedaillen mit stilisierten Olympischen Ringen |
| ------------------------------------------------------------------- | --------------------------------------------------------------------- | ----------------------------------------------------------------------- |
| 1                                                                   | —                                                                     | —                                                                       |

Der Leichtathletik-Verband Kroatiens stellte bei den Leichtathletik-Weltmeisterschaften 2013 in der russischen Hauptstadt Moskau je drei Teilnehmerinnen und Teilnehmer.

## Ergebnisse

### Männer

#### Sprung/Wurf
| Athlet        | Disziplin      | Qualifikation | Qualifikation | Finale             | Finale             |
| Athlet        | Disziplin      | Weite/Höhe    | Platz         | Weite/Höhe         | Platz              |
| ------------- | -------------- | ------------- | ------------- | ------------------ | ------------------ |
| Ivan Horvat   | Stabhochsprung | NM            | NM            | –––                | –––                |
| Marin Premeru | Kugelstoßen    | 18,71 m       | 25            | nicht qualifiziert | nicht qualifiziert |
| Martin Marić  | Diskuswurf     | 61,98 m       | 15            | nicht qualifiziert | nicht qualifiziert |

### Frauen

#### Sprung/Wurf
| Athletin          | Disziplin   | Qualifikation | Qualifikation | Finale             | Finale             |
| Athletin          | Disziplin   | Weite/Höhe    | Platz         | Weite/Höhe         | Platz              |
| ----------------- | ----------- | ------------- | ------------- | ------------------ | ------------------ |
| Ana Šimić         | Hochsprung  | 1,88 m        | 19            | nicht qualifiziert | nicht qualifiziert |
| Valentina Mužarić | Kugelstoßen | 16,47 m       | 28            | nicht qualifiziert | nicht qualifiziert |
| Sandra Perković   | Diskuswurf  | 63,62 m       | 3             | 67,99 m            | Gold               |